# Belgrandiella crucis
Belgrandiella crucis is een slakkensoort uit de familie van de Hydrobiidae. De wetenschappelijke naam van de soort is voor het eerst geldig gepubliceerd in 1928 door Kuscer.